# Didier Mebara
Didier Mebara est un boxeur professionnel Camerounais combattant en poids welters.

## Carrière
Passé professionnel en 2001, il remporte le titre de champion d'Afrique dans cette catégorie le 24 octobre 2008 après avoir battu par KO dans la première reprise Brahim Mazouza. 